# خوسيه ريناتو دا سيلفا جونيور
خوسيه ريناتو دا سيلفا جونيور (بالبرتغالية: José Renato da Silva Júnior‏) هو لاعب كرة قدم برازيلي في مركزي الدفاع، ولد في 19 يناير 1990 في ماسايو في البرازيل. لعب مع نادي أفاي لكرة القدم ونادي أيه بي سي ونادي سبورت ريسيفه ونادي فلومينينسي ونادي كورينثيانس ألاغوانو.

## وصلات خارجية
- خوسيه ريناتو دا سيلفا جونيور على موقع قاعدة بيانات كرة القدم.إي يو (الإنجليزية)
- خوسيه ريناتو دا سيلفا جونيور على موقع Soccerway.com (الإنجليزية)
- خوسيه ريناتو دا سيلفا جونيور على موقع عالم كرة القدم.نت (الإنجليزية)